# Grzech Antoniego Grudy (film)
Grzech Antoniego Grudy – polski film obyczajowy z 1975 roku w reżyserii Jerzego Sztwiertni, poświęcony osadnictwu na Ziemiach Odzyskanych. Miał premierę 8 lipca 1975 roku. Scenariusz powstał na podstawie opowiadania o tym samym tytule i innych z tomu Grzech Antoniego Grudy i inne opowiadania (1972) autorstwa Henryka Worcella.
Zdjęcia do filmu powstały w Lądku-Zdroju oraz na stacji kolejowej Trzebieszowice między Kłodzkiem a Stroniem Śląskim.

## Obsada
- Elżbieta Kępińska (Teresa Grudowa)
- Franciszek Pieczka (Antoni Gruda)
- Zdzisław Maklakiewicz (Michał Samostrzelny)
- Gustaw Lutkiewicz (sołtys Saraniecki)
- Wirgiliusz Gryń (milicjant)
- Krzysztof Kowalewski (milicjant)
- Bogusz Bilewski (Ruryk)
- Eliasz Kuziemski (nauczyciel Woźniak)
- Iga Mayr (mieszkanka Krępiszowa)
- Ferdynand Matysik (mieszkaniec Krępiszowa)
- Witold Pyrkosz (Warwaś)
- Kosma Kaczmarski(inne języki) (Janek, syn Grudów)
- Halina Kossobudzka (matka Danuśki)
- Irena Osińska (Zosia)
- Kazimierz Ostrowicz (Juraszko)
- Monika Sołubianka (Danuśka)
- Andrzej Bielski
- Andrzej Gazdeczka